# Anna Fisher
Anna Lee Fisher (z domu Tingle, ur. 24 sierpnia 1949 w Nowym Jorku) – amerykańska astronautka, chemiczka i lekarka.

## Życiorys
Anna Lee Fisher urodziła się w Nowym Jorku, lecz dorastała w San Pedro w Kalifornii, które uważa za swoje rodzinne miasto. W 1967 ukończyła Liceum w San Pedro. W 1971 roku otrzymała licencjat z chemii na Uniwersytecie Kalifornijskim w Los Angeles. Fisher kontynuowała naukę na Uniwersytecie Kalifornijskim i rozpoczęła studia z chemii w zakresie krystalografii rentgenowskiej. W kolejnym roku przeniosła się do szkoły medycznej Uniwersytetu Kalifornijskiego, a w 1976 roku otrzymała stopień doktora medycyny. W 1977 odbywała staż w Harbor General Hospital w Torrance. Jako swoją specjalizację wybrała medycynę ratunkową. Pracowała w kilku szpitalach w okolicach Los Angeles. Fisher później ponownie wróciła na studia w zakresie chemii i uzyskała tytuł magistra nauk w dziedzinie chemii w 1987 roku.
Była żoną Williama Fishera, również astronauty NASA. Mają dwoje dzieci.

## Kariera w NASA

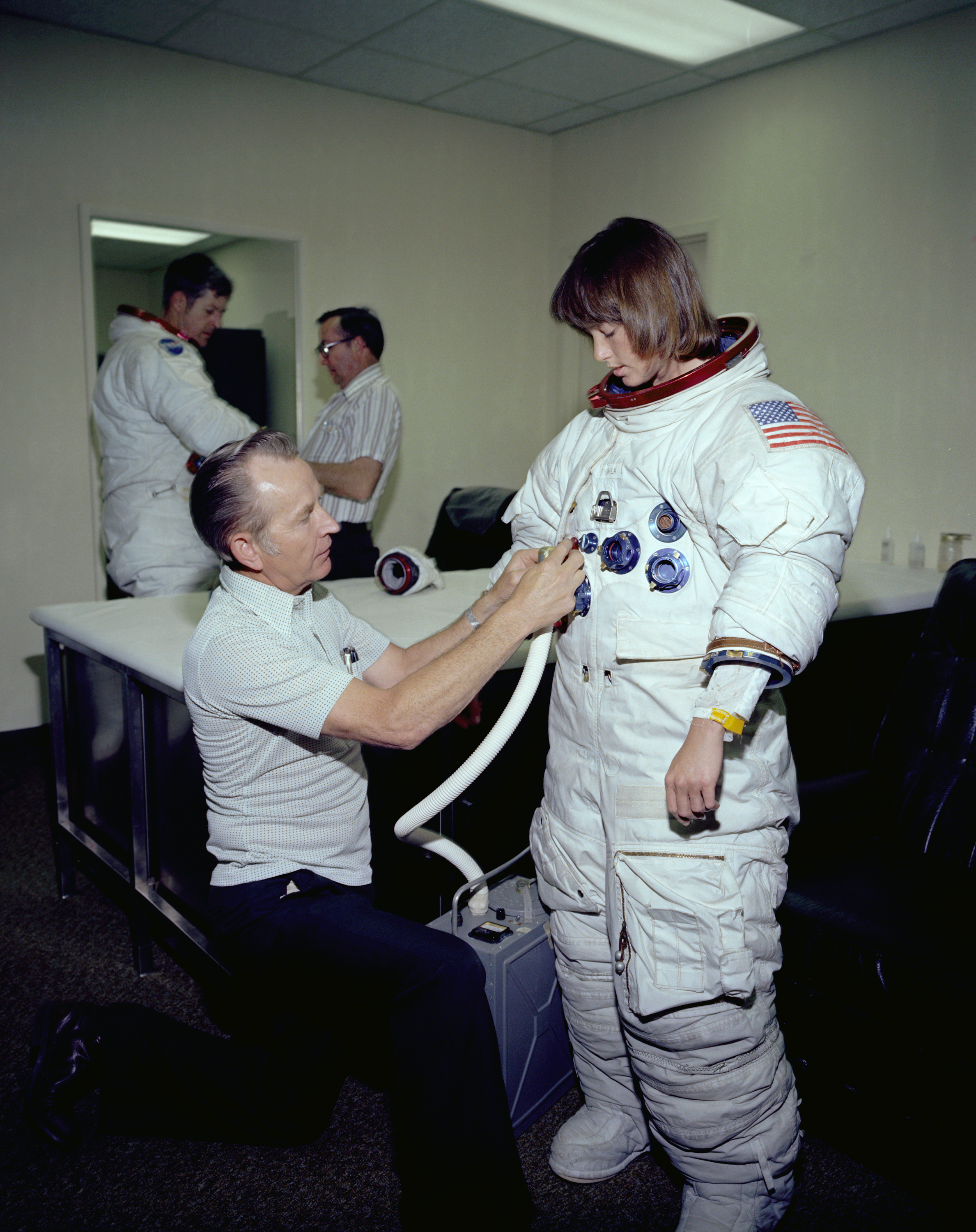
Anna Fisher w kombinezonie treningowym podczas szkolenia, na zdjęciu wraz z doktorem Joe Kerwinem

Fisher została wybrana na astronautkę w styczniu 1978 roku. Znalazła się w grupie NASA-8, była to pierwsza grupa astronautów NASA, w skład której wchodziły kobiety. W sierpniu 1979 roku ukończyła szkolenia i okres próbny kwalifikujący ją do załogi lotu.
Wzięła udział w misji STS-51-A wahadłowca Discovery, która rozpoczęła się 8 listopada 1984. Przebywała łącznie 192 godziny w przestrzeni kosmicznej. Była pierwszą matką, która poleciała w kosmos.
Od 1989 do stycznia 1996 roku była na urlopie wychowawczym. Po powrocie do NASA pracowała na różnych stanowiskach w Biurze Astronautów i w Centrum Kontroli Lotów.

## Nagrody i wyróżnienia
- W 1985 roku wyróżniona przez FAI Dyplomem im. Komarowa[5].
- Medal za Lot Kosmiczny[4]
- NASA Exceptional Service Medal(inne języki) (1999)[4]
- Universal Astronaut Insignia za lot orbitalny (nr 155) – Stowarzyszenie Uczestników Lotów Kosmicznych (Association of Space Explorers(inne języki))[6]